# Катастрофа A-7 Corsair под Индианаполисом
Катастрофа A-7 Corsair под Индианаполисом — авиакатастрофа, произошедшая 20 октября 1987 года в международном аэропорту, Индианаполиса, штат Индиана, США, в результате которой пилот ВВС США не смог добраться до взлетно-посадочной полосы в аэропорту и врезался в здание отеля Ramada Inn, в результате чего погибли 10 человек, находившиеся в здании.

## Ход событий
Утром 20 октября 1987 года самолет A-7D-4-CV Corsair II ВВС США, серийный номер 69-6207, пилотируемый 35-летним майором Брюсом Л. «Липсом» Тигарденом (англ. Bruce L. "Lips" Teagarden), выполнял полёт из международного аэропорта Питтсбурга в Пенсильвании на авиабазу Тинкер в Оклахоме, и далее на неназванный аэродром в штате Невада. В 9:11 Тигарден уведомил диспетчеров международного аэропорта Индианаполиса, что у его самолета произошли какие-то неполадки с двигателем примерно в 24 км к юго-западу от города на высоте около 9,200 м, и запросил разрешение на выполнение аварийной посадки в Индианаполисе. Диспетчеры направили Тигардена на взлетно-посадочную полосу 5L, но из-за низкой облачности и плохой видимости над Индианаполисом Тигарден находился на средней высоте 940 м над землёй и был вынужден вместо этого попытаться приземлиться на взлетно-посадочной полосе 32.
Тигарден повернул направо, чтобы направиться на восток от аэропорта, но продолжал падать с высоты 940 м до 610 м к востоку от автомагистрали 465 на восточной окраине аэропорта, где диспетчеры потеряли его из видимости радаров. Когда его высота упала, Тигарден был вынужден катапультироваться из самолета на высоте 150 м над землей, и самолет слегка повернул направо в сторону бизнес-зоны Флетчер-Парк. Он зацепил отделение Bank One в квартале 5600 на Брэдбери-авеню, отскочил от крыши, перелетел через улицу и зацепился за насыпь, подлетел на высоту 7,6 м, а затем врезался в фасад гостиницы Ramada Inn. Тигарден приземлился на стоянке компании Ace Supply Company, в четырех кварталах от отеля, он отделался только синяками и растяжением мышц.
Когда самолет врезался в гостиницу, кабина и двигатель влетели в вестибюль, в результате чего сразу или в течение нескольких минут погибли девять человек; еще один умер через 10 дней в больнице от ожогов. Крылья упали на навес для машины и верхние этажи гостиницы. Реактивное топливо самолета загорелось при ударе, в результате чего огненный шар накрыл переднюю часть отеля до четвертого этажа. Пожарные из аэропорта Индианаполиса прибыли на место происшествия через минуту после удара, а через четыре минуты они применили пену, чтобы взять огонь под контроль. Другие сотрудники пожарной службы аэропорта обыскали здание в поисках выживших, а помощь была запрошена у пожарной службы Индианаполиса, службы скорой помощи Уишарда, а также пожарной охраны тауншипов Уэйн и Декейтер.
Тем временем персонал и гости были эвакуированы из отеля.
Тигарден был приписан к 4450-й тактической группе, которая ранее тайно участвовала в испытаниях F-117 Nighthawk.

## Последствия
По данным The New York Times, ВВС выплатили 50 427 долларов США (135 240,07 долларов с учетом инфляции) в качестве компенсации за утраченное имущество.
Тигарден был отстранен от полетов до тех пор, пока комиссия по оценке полетов не признала его невиновным в крушении.
Причиной крушения, которая была раскрыта в итоговом отчете ВВС в январе 1988 года, стала неисправность шестерни коробки передач вспомогательных агрегатов. Она срезалась, в результате чего карданный вал разорвал систему смазочного масла, и вскоре после этого двигатель заклинило. Механики ВВС впервые заметили чрезмерный износ карданных валов самолета в ноябре 1984 года, а затем и двух других. Это привело к появлению директивы по безопасности, предусматривающей проверку шлицов карданного вала во время работы компрессора на всех находящихся в эксплуатации самолётах Corsair.
Обгоревшее здание отеля простояло более двух лет; владельцы отеля так и не перестроили его, поскольку не смогли определиться с проектом. Впоследствии на его месте была обустроена парковка. Поврежденное самолетом отделение банка сохранилось до сих пор. Оно было переделано в хоспис, и впоследствии окончательно закрыто в 2022 году.